# Arrêt du cœur
Arrêt du cœur  — Unnatural Death dans l'édition originale britannique — est un roman policier publié par Dorothy L. Sayers en 1927. C'est le 3e roman de la série mettant en scène Lord Peter Wimsey, l'aristocrate détective amateur.

## Résumé
Au restaurant, Lord Peter Wimsey et son ami l'inspecteur Parker sont en pleine conversation quand un homme les interpelle d'une table voisine.  C'est un médecin, victime  d'avoir été trop scrupuleux.  Il y a plusieurs années décède une de ses patientes, Miss Agatha Dawson, atteinte d'un cancer en phase terminale. Le docteur Carr, ayant des doutes sur les causes réelles de la mort, demande une autopsie qui ne prouve rien, mais qui lui aliène le petit village rural où il exerce et le contraint à s'installer ailleurs.  Trois ans plus tard, le Dr Carr continue de croire qu'il y a bel et bien eu un meurtre que la pathologie de sa patiente a permis de dissimuler.
Lord Peter, intrigué par ce récit, entreprend d'en avoir le cœur net. Il envoie en éclaireur Miss Climpson, une de ses plus perspicaces investigatrices, qui n'a pas son pareil pour recueillir confessions, commérages et médisances. Grâce à elle, le héros aristocrate a tôt fait d'apprendre que la petite nièce et seule héritière de la défunte, Mlle Mary Whittaker, universellement appréciée par la petite communauté, avait soigné au mieux sa tante pendant sa maladie avec l'aide d'une amie, Miss Vera Findlater.  Toutefois, la vieille dame, effrayée par l'idée de la mort, reculait superstitieusement le moment de rédiger son testament. Or, si elle décédait intestat, une loi sur le point d'être promulguée par le gouvernement aurait fait de la Couronne britannique le seul bénéficiaire de ses biens au détriment de sa nièce.  En somme, la mort de la tante est arrivée à point nommé pour permettre à la nièce de toucher son héritage.
Malgré la discrétion dont Mlle Climpson fait preuve, la nièce Whittaker a bientôt vent qu'on enquête sur elle. Et voilà qu'inopinément une ancienne domestique de Mlle Dawson est assassinée et, peu après, Miss Climpson elle-même est agressée.  Lord Peter, flanqué de son fidèle Bunter, se retrouve ainsi avec une affaire sur les bras bien plus dangereuse et violente qu'il n'aurait pu l'imaginer au départ.

## Personnages
- Lord Peter Wimsey : détective amateur et aristocrate raffiné.
- Charles Parker : Inspecteur de Scotland Yard et ami de Lord Peter.
- Mervyn Bunter : Fidèle valet de Lord Peter.
- Miss Alexandra Katherine Climpson : commère et enquêtrice payée secrètement par Lord Peter.
- Miss Agatha Dawson : vieille dame fort riche, souffrant d'un cancer et décédée trois ans avant le début du roman.
- Miss Mary Whittaker : petite nièce et seule héritière de feu Mlle Dawson.
- Dr Carr : Médecin de feu Miss Dawson.
- Miss Vera Findlater : amie et fervente admiratrice de Miss Whittaker.
- Bertha et Evelyn Gotobed : anciennes domestiques de feu Miss Dawson.
- Le révérend Hallelujah Dawson : ecclésiastique et lointain cousin de feu Miss Dawson.
- Mr Murbles : avocat et ami de Lord Peter.
- Mrs Muriel Forrest : personnage excentrique.

## Éditions
Éditions originales en anglais
- (en) Dorothy L. Sayers, Unnatural Death, Londres, Ernest Benn Limited, 1927 — Édition britannique
- (en) Dorothy L. Sayers, The Dawson Pedigree, New York, Dial Press, 1928 — Édition américaine

Éditions françaises
- (fr) Dorothy L. Sayers (auteur) et Simone Lechevrel (traducteur), Arrêt du cœur [« Unnatural Death »], Paris, Nouvelle Revue Critique, coll. « L'Empreinte no 140 », 1938, 239 p. (BNF 31307338)
- (fr) Dorothy L. Sayers (auteur) et Léo Vallin (traducteur), L'autopsie n'a rien donné [« Unnatural Death »], Paris, Morgan, coll. « Série rouge no 12 », 1947, 255 p. (BNF 32607235)
- (fr) Dorothy L. Sayers (auteur) et Simone Lechevrel (traducteur) (trad. de l'anglais), Arrêt du cœur [« Unnatural Death »], Paris, Opta, coll. « Littérature policière », 1976, 266 p. (ISBN 978-2-7201-0058-1, BNF 34581394)
- (fr) Dorothy L. Sayers (auteur) et Simone Lechevrel (traducteur), Arrêt du cœur [« Unnatural Death »], Paris, Librairie des Champs-Élysées, coll. « Le Masque. Les Reines du crime.  no 1754 », 1984, 222 p. (ISBN 978-2-7024-1566-5, BNF 34769034)
- (fr) Dorothy L. Sayers (auteur) et Jean-Marc Mendel (traducteur) (trad. de l'anglais), Arrêt du cœur [« Unnatural Death »], « in » Dorothy Sayers, vol. 1 - Lord Peter (1923-1928), Paris, Librairie des Champs-Élysées, coll. « Les Intégrales du Masque. », 1995, 975 p. (ISBN 978-2-7024-2282-3, BNF 35797747) Ce volume omnibus propose une édition de la première traduction intégrale des romans suivants : Lord Peter et l'Inconnu, Trop de témoins pour Lord Peter, Arrêt du cœur, Lord Peter et le Bellona Club
- (fr) Dorothy L. Sayers (auteur) et Jean-Marc Mendel (traducteur) (trad. de l'anglais), Arrêt du cœur [« Unnatural Death »], Paris, Librairie des Champs-Élysées, coll. « Le Masque. Les Reines du crime no 2450 », 2001, 350 p. (ISBN 978-2-7024-3013-2, BNF 37635230)

## Adaptation
La BBC a produit en 1975 une adaptation radiophonique d'Arrêt du cœur, avec Ian Carmichael dans le rôle de Lord Peter Wimsey.